# Cimitero di Castel Goffredo

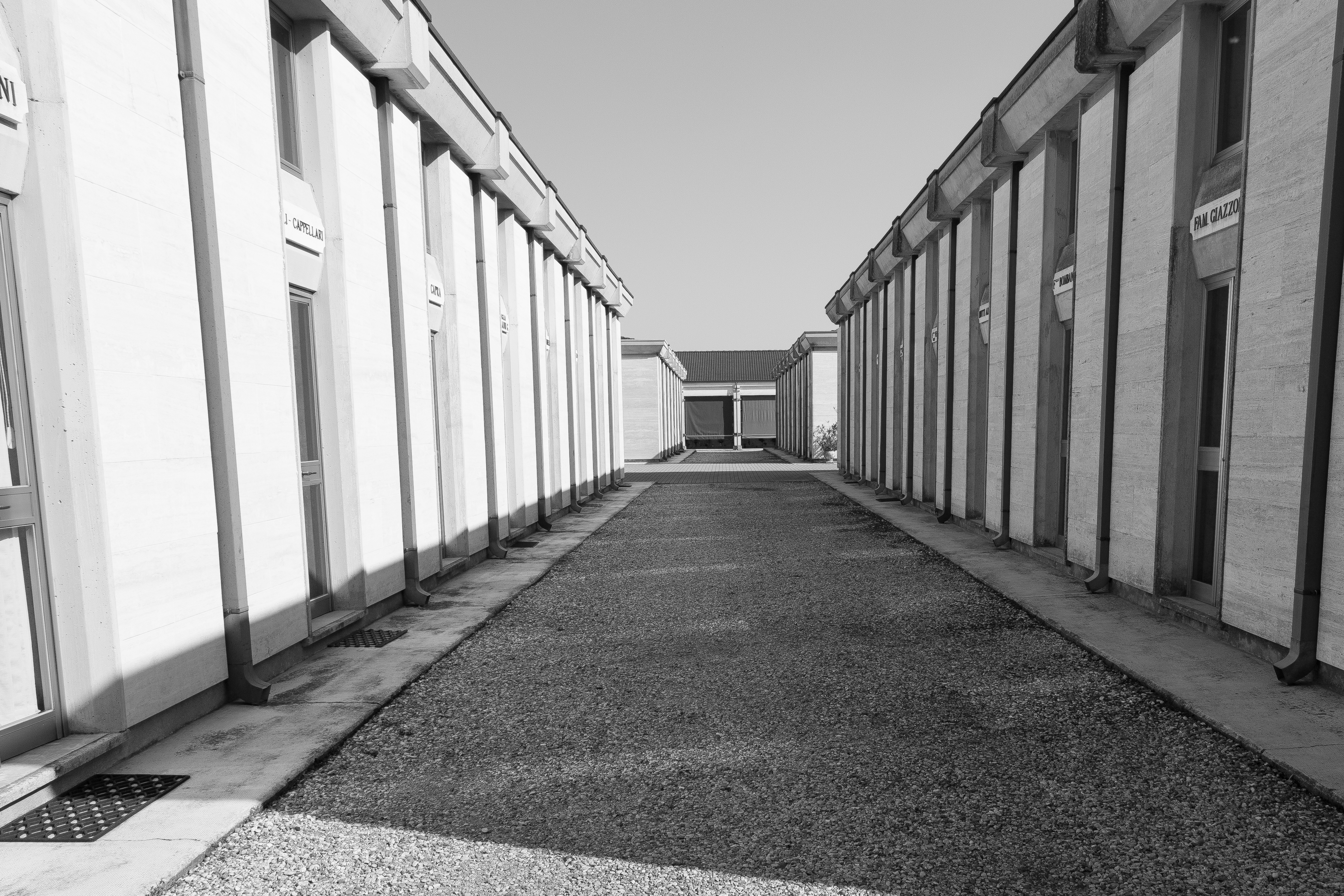
Interno

Il cimitero di Castel Goffredo è il cimitero di Castel Goffredo, situato nella parte est della città.

## Storia

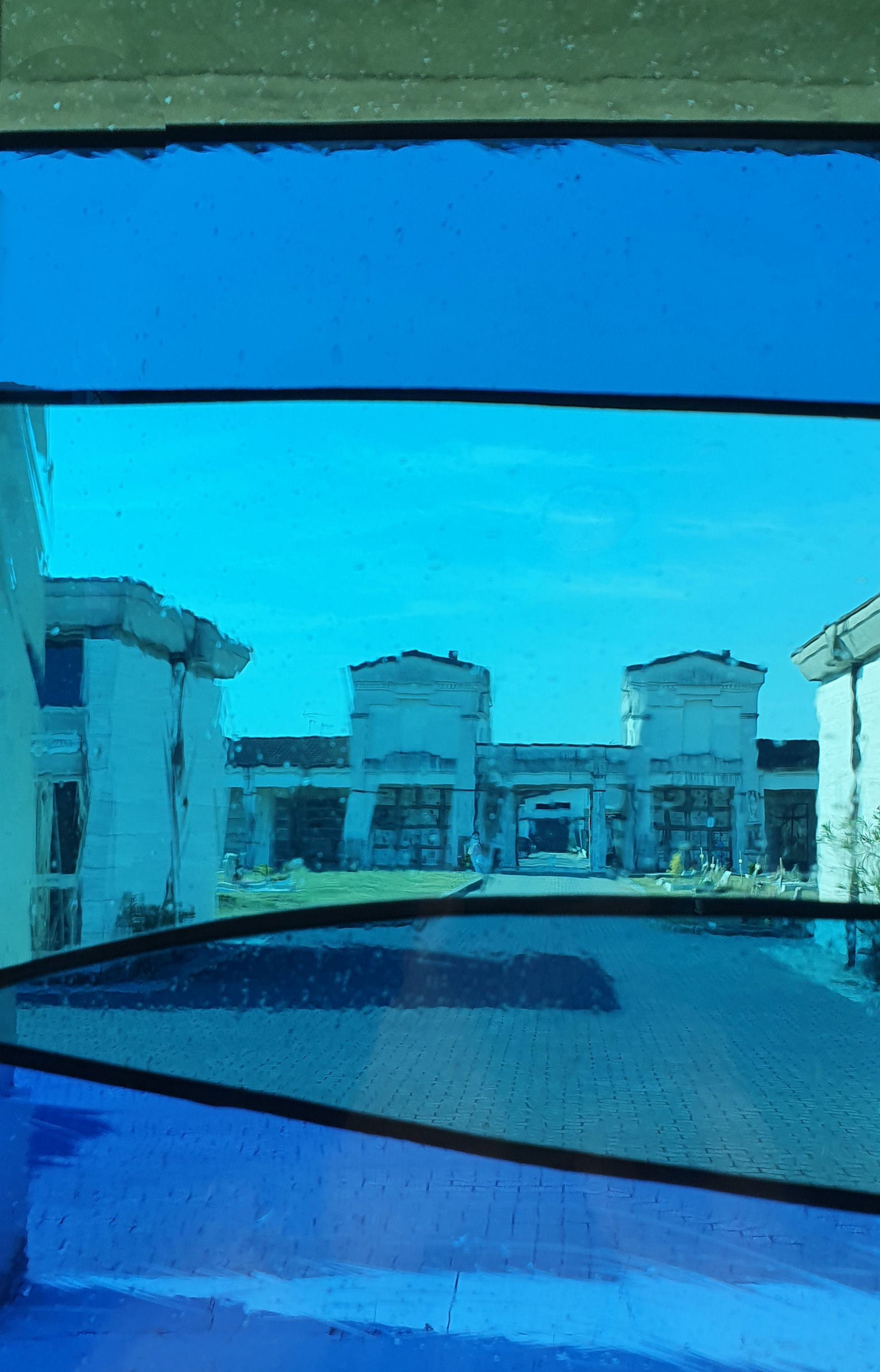
Ingresso visto dalla chiesa

Anticamente erano due i cimiteri di Castel Goffredo, posti all'interno del centro storico: il primo a fianco della Chiesa di Santa Maria del Consorzio e il secondo aderente alla Chiesa prepositurale di Sant'Erasmo.
Questi luoghi durarono sino al 1787, quando L'Intendenza Politica di Mantova stabilì che fossero costruiti i cimiteri all'esterno dei centri abitati, cintati con muri e dotati di cancello. Nel 1791 furono impartite le istruzioni circa le dimensioni delle sepolture. Durante il governo della Repubblica Francese nel 1796 si ordinò che i cimiteri fossero posti a distanza di mezzo miglio dagli abitati aventi più di 50 case.
L'attuale cimitero fu costruito dal comune nel 1817, utilizzando nella cinta il materiale proveniente dal disfacimento delle mura del paese. Nello stesso anno venne soppresso il cimitero della frazione Bocchere, concentrandolo in quello di Castel Goffredo.

## Sepolture illustri
Sono sepolti o tumulati in questo cimitero: 
- Giovanni Acerbi
- Lina Aimaro
- Anselmo Cessi
- Aldo Moratti